# Премія Ферма
Пре́мія Ферма́ (фр. Prix Fermat) — міжнародна математична премія для молодих науковців (віком до 45 років). Її присуджує Інститут математики Тулузи за досягнення у таких розділах математики, як:
- основи варіаційних принципів;
- основи теорії ймовірності та аналітичної геометрії;
- теорія чисел.

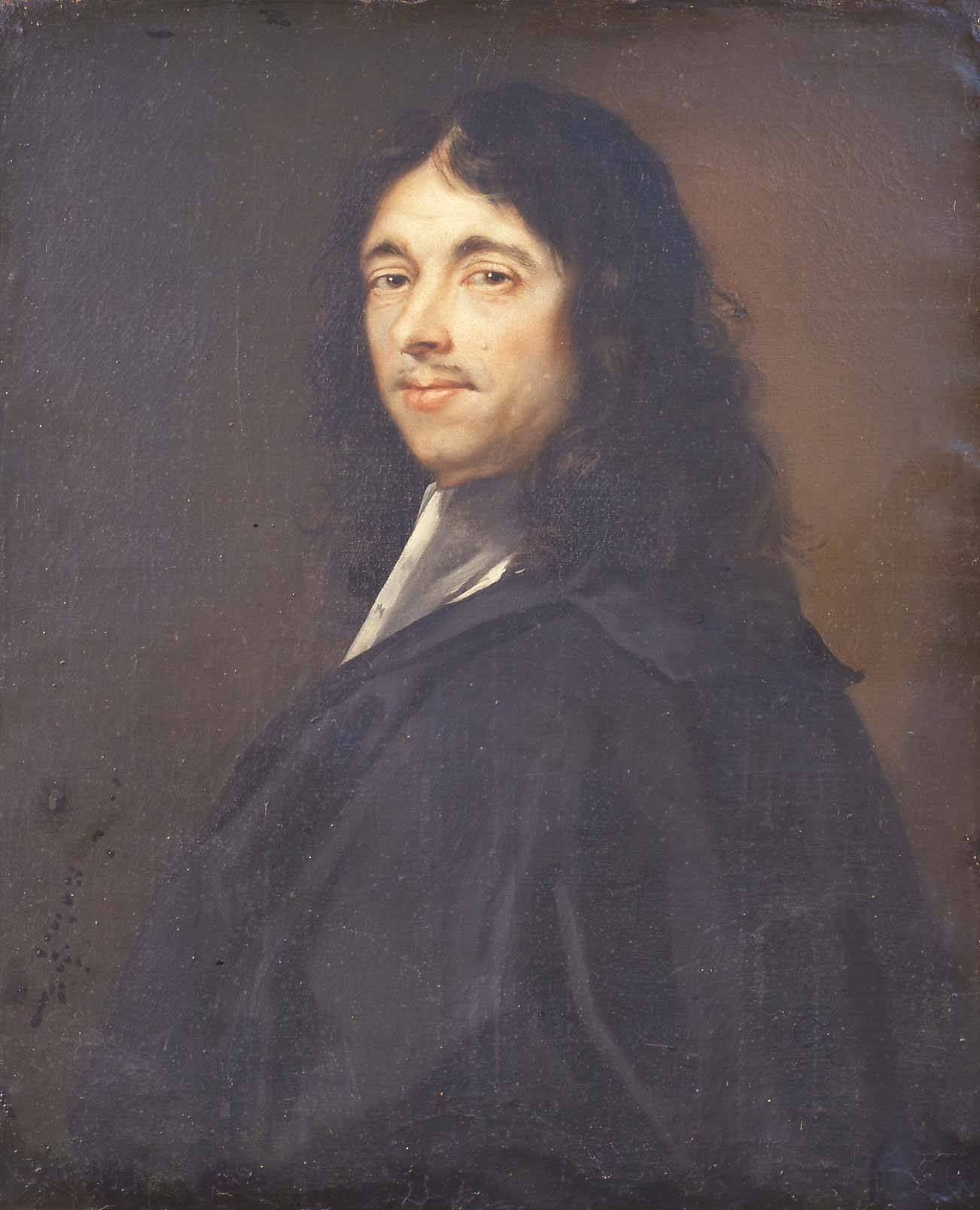
П'єр де Ферма (1601-1665)

Названа на честь французького математика П'єра де Ферма (1601-1665).
Премію засновано у 1989 році, нагородження проводиться раз на два роки. Сума грошової винагороди становить 20 тисяч євро, спонсором якої є регіон Окситанія. Лауреат має написати статтю з оглядом своїх досліджень для журналу Les Annales de la Faculté des Sciences de Toulouse.

## Лауреати
- 1989 — Аббас Бахрі[en], Кен Рібет[en]
- 1991 — Жан-Луї Коліо-Телен[en]
- 1993 — Жан-Мішель Корон[en]
- 1995 — Ендрю Джон Вайлс
- 1997 — Мішель Талагран
- 1999 — Фабріс Бетуель[fr], Фредерік Еля[fr]
- 2001 — Річард Лоуренс Тейлор, Венделін Вернер
- 2003 — Луїджі Амброзіо[en]
- 2005 — П'єр Колмез[fr], Жан-Франсуа Ле Галь[fr]
- 2007 — Чандрашекхар Кхаре[en]
- 2009 — Елон Лінденштраус, Седрік Віллані
- 2011 — Манджул Бхаргава, Ігор Роднянский[en]
- 2013 — Камілло Де Лелліс[en], Мартін Гайрер
- 2015 — Лор Сен-Раймонд[en], Петер Шольце
- 2017 — Simon Brendle[en], Nader Masmoudi[fr]
- 2019 — Олексій Бородін, Вязовська Марина Сергіївна
- 2021 — Фернандо Кода Маркес[en], Вінсент Піллоні[fr][4]